# Ра. Один
Ра. Один (Ra.One) — індійський супергеройський кіберпанк-фільм 2011 року мовою гінді, знятий режисером Анубхавом Сінхом.

## Про фільм
Інженер з програмного забезпечення Шехар живе з дружиною і сином у Маямі. Дружина займається написанням книги, а Шехар працює над створенням ідеальної відеогри.
Намагаючись створити непереможного супергероя, Шехар конфліктує з сином-підлітком. Син заявляє, що краще би батько замість героя створив геніального суперлиходія.
Згодом сину доведеться пошкодувати, що він підкинув батькові цю ідею.

## Знімались
| Актор          | Роль         |
| -------------- | ------------ |
| Шахрух Хан     | Шехар        |
| Арджун Рампал  | Ра.Один      |
| Карина Капур   | Соня         |
| Шахана Госвамі | Дженні       |
| Пріянка Чопра  | дівчина Десі |
| Сатіш Шах      | Ілер         |
| Даліп Тахіл    | Баррон       |
| Суреш Менон    | водій таксі  |
| Санджай Датт   | Халнаяк      |
| Раджінікант    | Хітті        |
| Бен Гоукі      | Біллі        |